# Aszófő
Het dorp Aszófő ligt aan de noordzijde van het Balatonmeer en op 7,5 km ten westen van Balatonfüred.
Behalve zijn barokkerk, zijn de kelders met ton-gewelf (Vörösmáli-pincesor) uit de 19e eeuw, een bezienswaardigheid.